# Liste der Senatoren der Vereinigten Staaten aus Oklahoma
Die Liste der Senatoren der Vereinigten Staaten aus Oklahoma führt alle Personen auf, die für diesen Bundesstaat dem US-Senat angehört haben, nach den Senatsklassen sortiert. Dabei zeigt eine Klasse, wann dieser Senator wiedergewählt wird. Die Senatoren der class 2 wurden zuletzt im November 2020 wiedergewählt, die Wahlen der Senatoren der class 3 fanden im November 2016 statt.

## Klasse 2

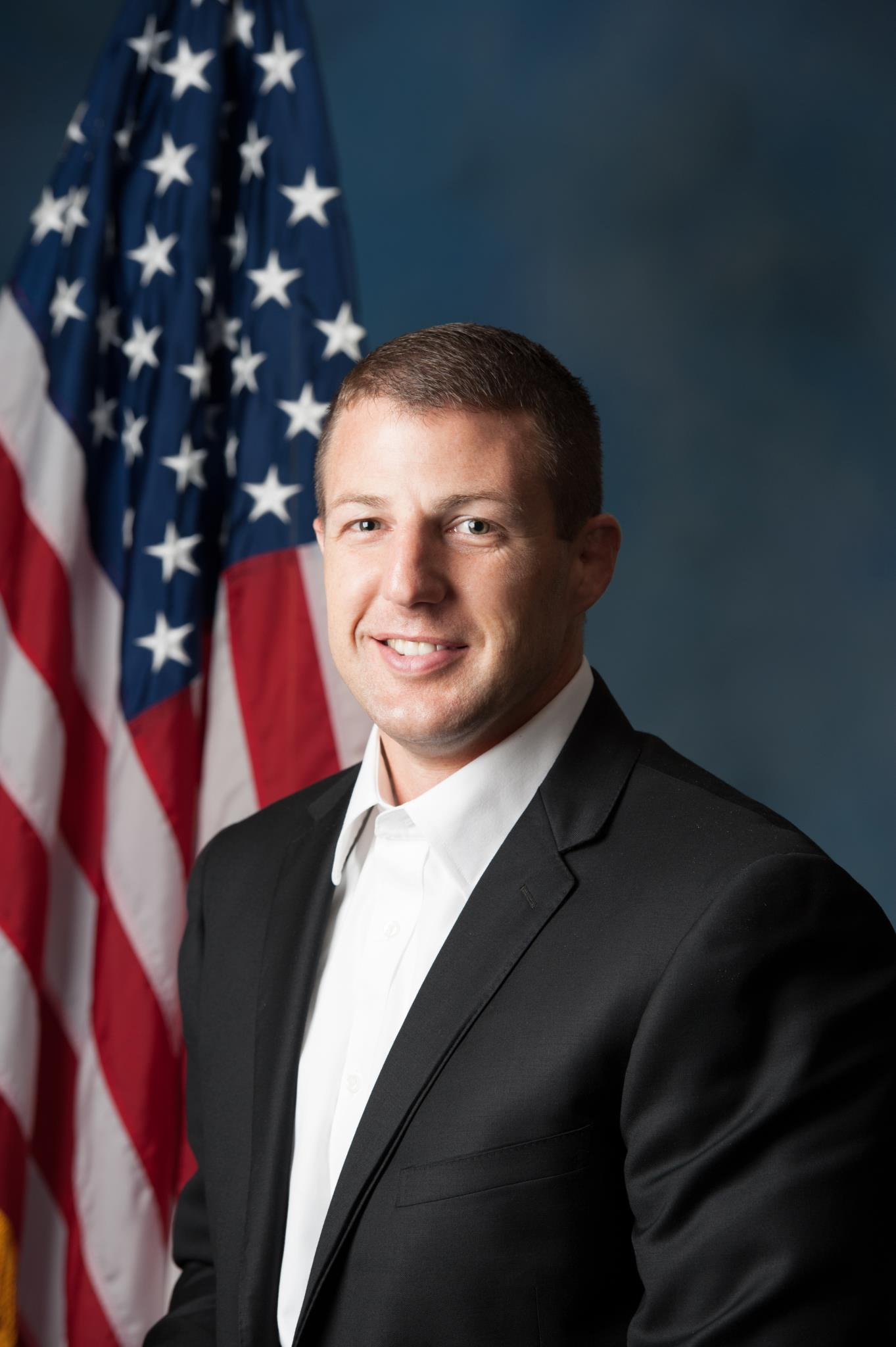
Markwayne Mullin

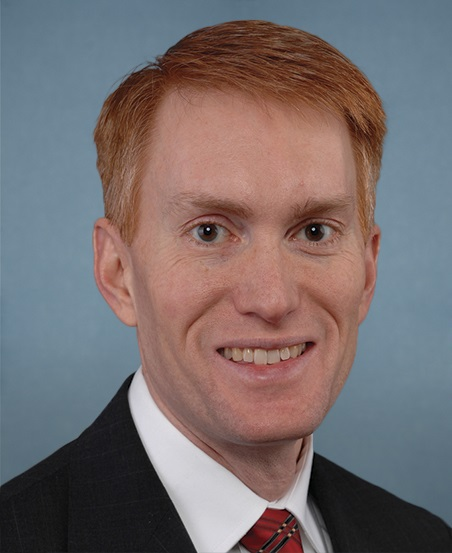
James Lankford

Oklahoma ist seit dem 16. November 1907 US-Bundesstaat und hatte bis heute zwölf Senatoren der class 2 im Kongress.
| Name                   | Amtszeit  | Partei       | Lebensdaten                            |
| ---------------------- | --------- | ------------ | -------------------------------------- |
| Robert Latham Owen     | 1907–1925 | Demokrat     | 2. Februar 1856 – 19. Juli 1947        |
| William Bliss Pine     | 1925–1931 | Republikaner | 30. Dezember 1877 – 25. August 1942    |
| Thomas Pryor Gore      | 1931–1937 | Demokrat     | 10. Dezember 1870 – 16. März 1949      |
| Joshua Bryan Lee       | 1937–1943 | Demokrat     | 23. Januar 1892 – 10. August 1967      |
| Edward Hall Moore      | 1943–1949 | Republikaner | 19. November 1871 – 2. September 1950  |
| Robert Samuel Kerr     | 1949–1963 | Demokrat     | 11. September 1896 – 1. Januar 1963    |
| James Howard Edmondson | 1963–1964 | Demokrat     | 27. September 1925 – 17. November 1971 |
| Fred Roy Harris        | 1964–1973 | Demokrat     | 13. November 1930–23. November 2024    |
| Dewey Follett Bartlett | 1973–1979 | Republikaner | 28. März 1919 – 1. März 1979           |
| David Lyle Boren       | 1979–1994 | Demokrat     | 21. April 1941 – 20. Februar 2025      |
| James Mountain Inhofe  | 1994–2023 | Republikaner | 17. November 1934–9. Juli 2024         |
| Mark Wayne Mullin      | ab 2023   | Republikaner | * 26. Juli 1977                        |

## Klasse 3
Oklahoma stellte bis heute acht Senatoren der class 3:
| Name                          | Amtszeit  | Partei       | Lebensdaten                            |
| ----------------------------- | --------- | ------------ | -------------------------------------- |
| Thomas Pryor Gore             | 1907–1921 | Demokrat     | 10. Dezember 1870 – 16. März 1949      |
| John William Harreld          | 1921–1927 | Republikaner | 24. Januar 1872 – 26. Dezember 1950    |
| John William Elmer Thomas     | 1927–1951 | Demokrat     | 8. September 1876 – 19. September 1965 |
| Almer Stillwell Mike Monroney | 1951–1969 | Demokrat     | 2. März 1902 – 13. Februar 1980        |
| Henry Louis Bellmon           | 1969–1981 | Republikaner | 3. September 1921 – 29. September 2009 |
| Donald Lee Nickles            | 1981–2005 | Republikaner | * 6. Dezember 1948                     |
| Thomas Allen Coburn           | 2005–2015 | Republikaner | 14. März 1948 – 28. März 2020          |
| James Paul Lankford           | seit 2015 | Republikaner | * 4. März 1968                         |